# Rocka Rolla
A Rocka Rolla a Judas Priest brit heavy metal együttes első nagylemeze, mely 1974-ben jelent meg a Gull Records-nál. A lemez producere az a Rodger Bain volt, aki a Black Sabbath első három lemezén is dolgozott. Ez az egyetlen kiadványuk, melyen John Hinch dobol.

## Áttekintés
A zenekar elmondása szerint ezt az albumot egyszerre játszották fel, szemben a közkedvelt megoldással, amikor minden zenész a saját részét külön rögzíti, majd ezt keverik.
Szintén a zenekar szerint technikai problémák hátráltatták őket, ennek köszönhető a gyenge hangzás és a lemezen végig a háttérben hallható alapzaj. A gitáros Glenn Tipton csak a felvételek kezdete előtt nem sokkal csatlakozott, így az egyetlen dal, ami a nevéhez fűződik, az a "Run of the Mill". A "Tyrant", az "Epitaph" és a "Ripper" című szerzeményeit Bain visszadobta, azok nem kerülhettek fel erre a lemezre. Ugyancsak lemaradt a koncertek egyik népszerű száma, a "Whisky Woman" is, amiből éppen Tipton közreműködésével készült el a következő albumra a "Victim of Changes". Ezek a dalok mind felkerültek a következő, "Sad Wings of Destiny" című lemezre. A "Winter", a "Deep Freeze", és a "Winter Retreat" egy összefüggő dalt alkotnak, a lemezborítón lettek szétszedve, valamint a későbbi CD-kiadáson.
A "Dying to Meet You"-ban egy ponton hallható egy szünet, ami után egy teljesen más szám kezdődik. Ez "Hero Hero" néven ismert, és valószínűleg azért került fel így a kiadványra, mert a kiadó csak tíz dalt engedélyezett. Ennek ellentmond, hogy az 1978-as "The Best of Judas Priest" lemez szövegkönyvében az egész dal egynek van ábrázolva.
Néhány dalban az együttes korábbi énekese, Al Atkins is szerepel szerzőként. A "Caviar and Meths" eredetileg egy 14 perces szerzemény volt, amit végül terjedelmi korlátok és időhiány miatt úgy vágtak meg, hogy gyakorlatilag csak az intrót vették fel belőle. Atkins 1998-as "Victim of Changes" című lemezén szerepel egy hosszabb, hétperces változat, habár ez sem az eredeti koncepció.
Ekkoriban még nem alakult ki a banda imidzsét meghatározó szegecsekkel kivert bőrszerelés. 1975-ben a "The Old Grey Whistle Test" című műsorban szerepeltek, és a "Rocka Rolla" valamint a "Dreamer Deceiver" című dalokat adták elő. Kinézetük ekkoriban inkább hippi-szerű volt. Az album hangzása is sokkal közelebb áll a blues rockhoz, némi progresszív rock hatással, e tekintetben pedig gyakorlatilag összehasonlíthatatlan a későbbi kiadványaikkal. Egyedül a "Rocka Rolla" szerepeltet dupla gitárt, és csak a "Run of the Mill" az, ami egyértelműen Halford, és nem Atkins hangterjedelméhez íródott.
Az album egyike annak a két lemeznek, amelyeknek jogai a Gull Records-nál maradtak, ezért nem kerültek bele a 2001-ben megjelent "The Remasters" sorozatba. Ettől függetlenül a Gull alkalmanként újra kiadta őket. 1984-ben új kiadás jelent meg, másik borítóval: az eredeti John Pasche munkája volt, és egy Coca-Cola kóláskupakra emlékeztető motívum volt látható rajta, ami miatt a cég perrel fenyegetett, így cserélték le Melvyn Grant alkotására. Későbbi újrakiadásokon felbukkant a "Diamonds and Rust", mint bónuszdal, amelyet a "Sad Wings of Destiny"-re rögzítettek. Ez a változat nem azonos a később a "Sin After Sin"-en megjelenttel.
Az 1970-es évek óta gyakorlatilag egyetlen dalt sem játszott a lemezről a zenekar. Az egyetlen kivétel a "Never Satisfied", amit először a Halford játszott 2003-ban, majd a 2011-es Epitaph turnén bukkant fel újra. A címadó dal a koronavírus miatt 2021-ben kezdődött 50 éves jubileumi turné (50 Heavy Metal Years Tour) programjába került be először.

## Fogadtatás
Az album nagyon gyengén fogyott a megjelenésekor, alig néhány ezer példányban. A bukása nagyon érzékenyen érintette pénzügyileg a zenekart, akik emiatt gyakran éheztek is, és arra kérték a kiadót, hogy legalább heti 50 fontot fizessen nekik. A Gull, amely szintén nehéz helyzetben volt, még ezt is megtagadta.

## Az album dalai
1. One for the Road (Rob Halford, K. K. Downing) – 4:34
2. Rocka Rolla (Halford, Downing, Glenn Tipton) – 3:05
3. Winter (Al Atkins, Downing, Ian Hill) – 1:42
4. Deep Freeze (Downing) – 1:21
5. Winter Retreat (Halford, Downing) – 3:28
6. Cheater (Halford, Downing) – 2:59
7. Never Satisfied (Atkins, Downing) – 4:50
8. Run of the Mill (Halford, Downing, Tipton) – 8:34
9. Dying to Meet You (Halford, Downing) – 6:23
10. Caviar and Meths (Atkins, Downing, Hill) – 2:02

### 1987-es újrakiadás bónuszai
1. Diamonds & Rust (Joan Baez feldolgozás) – 3:12

A brit bakelitkiadáson a "Rocka Rolla" eleje hosszabb, mint a többi változaton. Ugyancsak ennek a verziónak az első nyomású, igen ritka példányain köszönetet mondanak Al Atkinsnek a szövegekért.
Egyes CD-kiadásokon a "Rocka Rolla" egy perccel hosszabb, a "Winter" pedig egy perccel rövidebb lett, egybejátszva, de különálló dalokként. Egyes későbbi kiadványok, mint a "Hero, Hero" című válogatáslemez, a "Winter", a "Deep Freeze", és a "Winter Retreat" című számokat egyként szerepeltették, az iTunes-kiadáson a "Cheater" is a része lett.
Sokáig, egészen pontosan az 1997-es "Cathedral Spires"-ig a "Run of the Mill" volt a Judas Priest leghosszabb száma.

## Közreműködők
- Rob Halford – ének, szájharmonika
- K. K. Downing – gitár
- Glenn Tipton – gitár, szintetizátor, vokál
- Ian Hill – basszusgitár
- John Hinch – dob

## Külső hivatkozások
- Judas Priest hivatalos honlap
- Judas Priest myspace oldal